# Stasys Danius
Stasys Danius (* 20. August 1940  in Šaukėnai, Rajongemeinde Tauragė) ist ein litauischer Mediziner, Professor, Kommunalpolitiker von Kaišiadorys.

## Leben
Nach dem Abitur absolvierte er 1963 das Diplomstudium der Veterinärmedizin an der Lietuvos veterinarijos akademija (LSMU) und wurde Zootechniker. 1991 promovierte er zum Doktor der Agrarwissenschaften.
Ab 1987 lehrte er an der Lietuvos veterinarijos akademija, ab 1993 als Professor. Von 1967 bis 1972 war er leitender Zootechniker von „Vievio paukštynas“ in Vievis, von 1972 bis 1982 von Vilniaus paukštynas. Seit 1988 leitet er als Generaldirektor das Unternehmen AB „Girelės paukštynas“ bei Kaišiadorys.
Von 1990 bis 1995 war er Deputat und von 2007 bis 2011 Mitglied im Rat der Rajongemeinde Kaišiadorys.
Ab 1995 war er Mitglied von Lietuvos valstiečių partija, danach von Liberalų demokratų partija (Tvarka ir teisingumas). 
Danius ist verheiratet. Mit Frau Gražina hat er zwei Töchter (Erika und Edita).

## Auszeichnungen
- 1986 und 1988: Staatspreis von Sowjetlitauen